# Джоана Ейнджъл
Джоана Ейнджъл (на английски: Joanna Angel) е артистичен псевдоним на американската порнографска актриса, порнографски режисьор, сценарист и продуцент от еврейски произход Джоана Мостов (Joanna Mostov)..

## Биография
Джоана Ейнджъл е родена на 25 декември 1980 г. в град Бостън, Масачузетс, САЩ в семейство на еврейски емигранти от Израел..
През 2003 г. завършва университета „Рътгърс“, където получава бакалавърска степен по английска литература и история на киното като втора специалност.
След това работи като стриптизьорка в Бруклин.
На 7 май 2010 г. участва заедно с редица други порноактьори в 14-ия благотворителен голф турнир и благотворителния търг в памет на Скайлър Нийл в Сими Вали, Калифорния, на които се събират средства за финансиране на борбата с детски заболявания.
Включена е в списъците за 2011 г., 2012 г. и 2013 г. на „Мръсната дузина: най-популярните звезди в порното“ на телевизионния канал CNBC.
Участва в кампания на Коалицията на свободното слово като се снима във видео, насочено срещу интелектуалното пиратството.

## Награди и номинации
Зали на славата
- 2013: NightMoves зала на славата.[11]
- 2016: AVN зала на славата.[12]

Носителка на индивидуални награди
- 2009: CAVR награда за MVP на годината.[13]
- 2008: XRCO награда за най-добра химия на сцената (с James Deen).
- 2011: AVN награда за най-добър уебсайт на порнозвезда – JoannaAngel.com.
- 2011: NightMoves награда за най-добър режисьор (избор на авторите).[14]
- 2013: NightMoves награда за най-добра татуировка (избор на авторите).[11]
- 2013: Inked награда за постижения.[15]

Носителка на награди за изпълнение на сцени
- 2006 AVN награда – Most Outrageous Sex Scene – Re-Penetrator (с Tommy Pistol)
- 2013: AVN награда за най-добра соло секс сцена – „Джоана Ейнджъл: мръсна курва“.[16]

Номинации за индивидуални награди
- 2006: Номинация за CAVR награда за звездица на годината.[17]
- 2006: Номинация за Temptation награда за най-добра нова звезда.[18]
- 2006: Номинация за Temptation награда за най-добра актриса (видео) – за изпълнението на ролята ѝ във видеото „Ангелите на Джоана“.[18]
- 2007: Номинация за AVN награда за най-добра актриса (видео).[19]
- 2007: Номинация за AVN награда за звезда на годината на договор.[19]
- 2007: Номинация за AVN награда за най-добър режисьор на годината.[19]
- 2007: Номинация за AVN награда за Crossover звезда на годината.[19]
- 2008: Номинация за AVN наградата на Джена Джеймисън за Crossover звезда на годината.[20]
- 2008: Номинация за XBIZ награда за жена изпълнител на годината.[21]
- 2008: Номинация за CAVR награда за звезда на годината.[22]
- 2009: Финалистка за F.A.M.E. награда за любима жена звезда.[23]
- 2009: Финалистка за F.A.M.E. награда за любима анална звезда.[23]
- 2010: Номинация за AVN награда за уеб звезда на годината.[24]
- 2010: Номинация за XRCO награда за оргазмен аналист.[25]
- 2010: Номинация за F.A.M.E. награда за любима анална звезда.[26]
- 2011: Номинация за AVN награда за Crossover звезда на годината.[27][28]
- 2011: Номинация за AVN награда за най-добър оригинален сценарий – за сценария на филма „Ангелите на Джоана 3“.[27]
- 2012: Номинация за XRCO награда за оргазмен аналист.[29][30]
- 2012: Номинация за Exotic Dancer награда за изпълнение в порнографски филм.[31]
- 2013: Номинация за NightMoves награда за най-добра звезда в социалните медии.[32]
- 2013: Номинация за NightMoves награда за най-добър режисьор (не пародия).[32]

Номинации за награди за изпълнение на сцени
- 2009: Номинация за AVN награда за най-добра соло секс сцена – за изпълнение на сцена във филма „XOXO Джоана Ейнджъл“.[33]
- 2011: Номинация за AVN награда за най-добра POV секс сцена – заедно с Джена Хейз за изпълнение на сцена във филма „Бунтовническо момиче“.[27]
- 2012: Номинация за AVN награда за най-добра анална секс сцена – заедно с Мануел Ферара за изпълнение на сцена във филма „Джоана Ейнджъл: чукане в дупето“.[34]

Номинации за награди за изпълнение на сцени
- 2012: Номинация за AVN награда за най-добра секс сцена с двойно проникване – заедно с Джеймс Дийн и Кени Стайлс за изпълнение на сцена във филма „Лятната ваканция на Джоана Ейнджъл и Джеймс Дийн“.[34]

Други признания и отличия
- 7-о място в класацията на списание „Комплекс“ – „15-те най-горещи порнозвезди над 30“, публикувана през месец март 2011 г.[35]